# Treriksröset
Treriksröset (em sueco:  Treriksröset, em norueguês:  Treriksrøysa, em finlandês:  Kolmen valtakunnan rajapyykki) é uma tríplice fronteira no ponto onde se juntam as fronteiras da Suécia, Noruega e Finlândia, com coordenadas aproximadas 69° 03' 30" N 20° 33' E.
Um monumento de pedra foi aí erigido em 1897 pelos governos da Noruega e Rússia (então a potência que administrava a Finlândia). Os suecos não concordaram com uma comissão de fronteira com os noruegueses e não contribuíram para a construção do monumento até 1901. É o ponto mais a norte da Suécia e o mais ocidental da Finlândia continental.
O actual monumento, um domo pintado de amarelo feito de cimento, está numa plataforma sobre o lago Goldajärvi (também conhecido como Koltajauri), e foi construído em 1926.
Para o visitar pode ir-se à aldeia finlandesa de Kilpisjärvi, e dirigir-se por barco à aldeia sueca de Koltaluokta (8 km). O barco passará no Kilpisjärvi em menos de meia hora com carreira três vezes por dia entre Junho e meados de Agosto.